# Киаксар I
Киаксар I (Уксатар; аккад. mUk-sa-tar; мид Ḫavachštra) — один из переднеазиатских (мидийских) племенных правителей конца VIII века до н. э.

## Предыстория
В двух ассирийских надписях времён Саргона II при перечислениях современных им мелких мидийских племенных правителей упоминается некий Уксатар. В одной из надписей под 714 годом до н. э. среди двадцати шести мидийских правителей он упоминается с титулом «правитель области речки» (ša nārti), которую ряд исследователей пытаются отождествить с регионом Экбатана. В другой надписи, относящейся к 8-му походу Саргона II, сообщается о мидийском царевиче Уксатаре, платившем дань в Парсаве (Страна персов) к юго-востоку от озера Урмия. Саму запись имени данного человека, читающегося в клинописной записи как Уксатар, некоторые исследователи отождествляют с именем более позднего известного мидийского царя Киаксара (Хувахштра, чьё имя записывалось клинописью как mÚ-ak-sa-tar, mUk-sa-tar, mÚ-ma-ku-iš-tar, Ma-ki-iš-tur-ri, Ma-ak-iš-tar-ra), и таким образом, считают данного правителя Киаксаром I, а геродотовского Киаксара — Киаксаром II. Высказывались мнения, что «Киаксар» являлось не именем, а титулом правителя.
Этого Киаксара также пытались отождествить с Дейоком (ассир. Дайукку), имя которого также упоминается в другой надписи Саргона II как имя взятого в плен племенного царька или судьи мидийцев или маннеев, а иногда с сыном Дейока Фраортом. Дайукку упоминается под 716 годом до н. э. как один из лидеров объединения племён к востоку от Урарту, поддержавших Урарту в войне против Саргона II. Он был захвачен в плен и в 715 году до н. э. сослан в Хаму в Сирии Саргоном II. Однако и здесь отождествление Дайукку с геродотовским Дейоком (правление которого по хронологии изложения событий в «Истории» должно было быть на несколько десятилетий позже), а также обстоятельства их жизни и деятельности в источниках вызывают у учёных скепсис, также как отождествление кого-либо из них с Киаксаром. Высказывались мнения, что «Дайкку» также может являться титулом, причём не индоиранской, а хурритской этимологии.

## Гипотезы
По словам Иоганна Петера Ланге «Киаксар I, которого, согласно Беросу и Абидену, называли также Астиагом (то есть Аждааком), отцом Киаксара II». По другой версии Киаксар I был отцом Астиага и, следовательно, дедом Киаксара II.